# Volpar

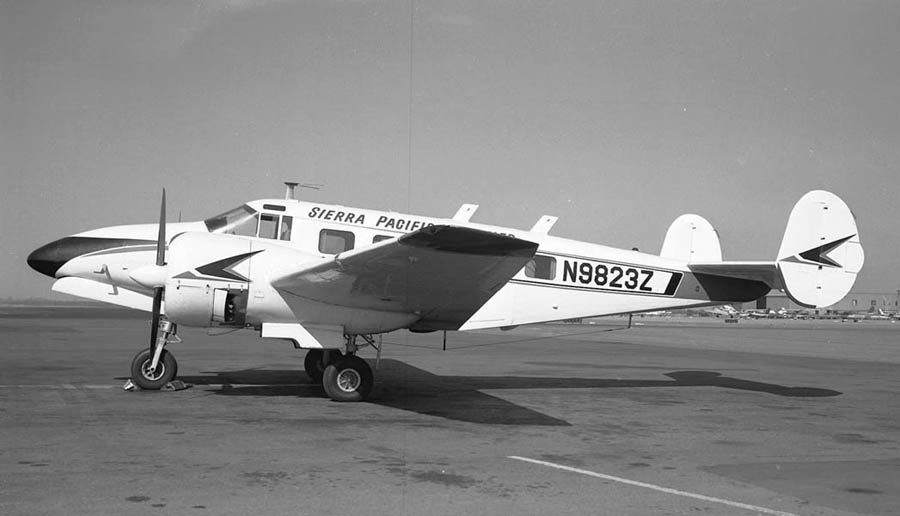
Volpar Beech 18

Volpar Inc était une entreprise créée en 1959 à Van Nuys, Californie par Frank Nixon et Richard W Hanson, présidents de Volitan Aircraft & Paragon Tool and Die Co pour commercialiser un kit développé par Thorp Engineering permettant d'adapter un train d'atterrissage tricycle sur un Beech 18. La pointe avant du fuselage était allongée de 71 cm, permettant d'y installer un radar météo, la jambe du train avant se relevant vers l'avant. Les articulations du train principal étaient reculées de 122 cm, les jambes se relevant non plus vers l'arrière mais vers l'avant. À partir de septembre 1963 ce kit, officiellement agréé par Beechcraft, fut proposé en option par le constructeur sur les Beech H18 sortant d'usine.
En 1965 les activités de Volpar se sont étendues à la remotorisation de Beech 18 bimoteur avec des turbines à hélice. Les conversions Volpar ayant été développées en collaboration avec Beechcraft, les propriétaires et exploitants de ces appareils bénéficiaient du réseau technique du constructeur de Wichita, mais Volpar assurait seule la commercialisation. Volpar, qui s’est par la suite intéressé au reconditionnement d’autres appareils, comme le Lockheed T-33, a cédé la production des Turboliner à Hamilton Aircraft à la fin des années 1960.
L’entreprise a été rachetée en 1990 par le groupe suisse Gaylord Holdings.